# NGC 2457
NGC 2457 je galaksija u zviježđu Risu.

## Vanjske poveznice
- SEDS: NGC 2457